# No Shape

《No Shape》는 미국의 싱어송라이터 퍼퓸 지니어스가 2017년 5월 5일 마타도르 레코드를 통해 세 번째 정규 음반인 《Too Bright》 이후 3년 만의 공백기를 깨고 돌아온 네 번째 정규 음반이다.
| 전문가 평가     | 전문가 평가 |
| 총 점수         | 총 점수     |
| 출처            | 점수        |
| --------------- | ----------- |
| AnyDecentMusic? | 8.1/10      |
| 메타크리틱      | 84/100      |
| 평가 점수       |             |
| 출처            | 점수        |
| AllMusic        | [ 3 ]       |
| The A.V. Club   | B+          |
| The Guardian    | [ 5 ]       |
| The Irish Times | [ 6 ]       |
| Mojo            | [ 7 ]       |
| The Observer    | [ 8 ]       |
| Pitchfork       | 8.8/10      |
| Q               | [ 10 ]      |
| Rolling Stone   | [ 11 ]      |
| Vice            | A−          |

## 배경
헤드레어스는 페이더의 2017년 3월과 4월분 커버를 장식하였고, 그와 동시에 다음 음반에 대한 특집 기사를 담았다. 그 다음주에는 새 음악과 관련된 여러 가지 비디오와 오디오 클립을 공개하였다. 2017년 3월 21일에는 네 번째 정규 음반 《No Shape》가 발매될 것이란 걸 발표함과 동시에 첫 번째 싱글 "Slip Away"도 공개하였다. 뮤직비디오는 비요크와 컬래버를 한 적이 있었던 앤드류 토마스 황이 맡았다. 또한 피치포크에서는 이 곡을 베스트 뉴 트랙으로 선정하였다. 4월 19일, 헤드레어스는 또 다른 싱글인 "Go Ahead"를 발매함과 동시에 트위터에서 라이브로 팬들과의 Q&A를 진행하였다. 2017년 5월 9일 퍼퓸 지니어스는 플로리아 시지스몬디가 제작한 "Die 4 You"의 비디오를 공개하였다.

## 평가

### 선정
| 출판            | 주제                        | 순위 | Ref.   |
| --------------- | --------------------------- | ---- | ------ |
| 인디펜던트      | 2017년 최고의 음반 30       | 4    | [ 13 ] |
| NME             | NME 선정 2017년 올해의 음반 | 24   | [ 14 ] |
| NPR             | 2017년 최고의 음반 50       | 6    | [ 15 ] |
| 피치포크        | 2017년 최고의 음반 50       | 16   | [ 16 ] |
| 피치포크        | 2010년대 최고의 음반 200    | 70   | [ 17 ] |
| 스테레오검      | 2017년 최고의 음반 50       | 4    | [ 18 ] |
| 언컷            | 올해의 음반                 | 70   | [ 19 ] |
| 비닐 미, 플리즈 | 2017년 최고의 음반 30       | 16   | [ 20 ] |

이 음반은 60회 그래미 어워드에서 최우수 비클래식 엔지니어링 음반 부문에 후보로 올랐다. 또 추가로, 블레이크 밀스가 비클래식 올해의 프로듀서 부문에 올랐다.

## 트랙 리스트
따로 표시된 부분을 제외하고는 전체 작사 및 작곡 퍼퓸 지니어스
| #            | 제목                                                             | 재생 시간 |
| ------------ | ---------------------------------------------------------------- | --------- |
| 1.           | 〈Otherside〉                                                    | 2:40      |
| 2.           | 〈Slip Away〉                                                    | 2:45      |
| 3.           | 〈Just Like Love〉                                               | 3:14      |
| 4.           | 〈Go Ahead〉 (헤드레어스, 블레이크 밀스)                         | 2:53      |
| 5.           | 〈Valley〉                                                       | 3:09      |
| 6.           | 〈Wreath〉                                                       | 4:26      |
| 7.           | 〈Every Night〉                                                  | 2:47      |
| 8.           | 〈Choir〉                                                        | 2:28      |
| 9.           | 〈Die 4 You〉 (헤드레어스, 블레이크 밀스)                        | 3:32      |
| 10.          | 〈Sides〉 (와이즈 블러드 피처링) (헤드레아스, 밀스, 나탈리 메링) | 4:52      |
| 11.          | 〈Braid〉                                                        | 2:58      |
| 12.          | 〈Run Me Through〉                                               | 4:44      |
| 13.          | 〈Alan〉                                                         | 2:46      |
| 총 재생 시간 | 총 재생 시간                                                     | 43:14     |

## 크레딧
- 퍼퓸 지니어스 - 보컬(모든 트랙), 피아노(1, 7), 신디사이저(3, 8, 12), 월리처 전자 피아노(9, 11), 트럼펫 노이즈(9), 신자 보컬(1)
- 블레이크 밀스 - 피아노(1, 2, 5, 6, 11, 12), 신디사이저(1-4, 6, 7, 9, 12, 13), 보컬(1, 6), 마림바(2), 기타(2–6, 9, 10, 12), 드럼(2–4, 9, 10), 타악기(2–4, 6, 9), 타블라(3), 베이스(3–6, 10), 바리톤 기타(3), 막소폰(3), 프로그래밍(4, 6), 멜로트론(5), 기타론(7, 9, 12), 오르간(10, 11), 코라(11), 첼레스타(12), 옴니코드(12), 목관 악기(12), 신자 보컬(1)
- 스튜어트 존슨 - 드럼(2), 타악기(2, 4), 심벌즈(3, 9),
- 롭 무스 - 바이올린(3–5, 7–10), 비올라(3–5, 7, 9, 10), 현악기 편곡(3–5, 7, 9, 10)
- 알란 와이펠스 - 백 보컬(6), 신디사이저(7, 10), 보컬(9, 13), 로즈 피아노(12), 피아노(13)
- 나탈리 메링 - 보컬(10, 11)
- 피노 팔라디노 - 베이스(12)
- 크리스 데이브 - 드럼(12), 타악기(12)
- 숀 에버렛 - 신디사이저 (13)
- 조셉 로지 - 신자 보컬(1)
- 클레이 블레어 - 신자 보컬(1)
- 베카 루체 - 신자 보컬(1)
- 크리스 도어 - 신자 보컬(1)

제작
- 블레이크 밀스 - 프로듀싱
- 숀 에버렛 - 엔지니어링, 믹싱
- 조셉 로지 - 엔지니어링
- 클레이 블레어 - 스튜디오 지원
- 오마 야카르 – 스튜디오 지원
- 브렌단 데코라 – 스튜디오 지원
- 페트리샤 설리반 – 마스터링
- 이네즈와 빈두 – 삽화
- 마이크 짐머만 – 디자인

## 차트
| 차트 (2017)                          | 최고 순위 |
| ------------------------------------ | --------- |
| 벨기에 음반 차트 (울트라톱 플랑드르) | 30        |
| 벨기에 음반 차트 (울트라톱 왈로니아) | 116       |
| 영국 음반 차트 (OCC)                 | 96        |
| 미국 빌보드 200                      | 185       |
| 아일랜드 음반 (IRMA)                 | 90        |
| 뉴질랜드 히트시커 앨범 (RMNZ)        | 9         |
| 포르투갈 앨범 (AFP)                  | 40        |
| 스코틀랜드 앨범 (OCC)                | 80        |